# Вони одружились і у них було багато дітей
«Вони одружились і у них було багато дітей» (фр. Ils se marierent et eurent beaucoup d'enfants) — французька комедія 2004 року.

## Сюжет
Вінсент, Фред і Жорж — троє чоловіків, які приходять до усвідомлення того, що їхнє життя не те про яке вони мріяли. Вінсент одружений з Габріель, але заводить коханку і тепер вибирає між двома жінками. Дружина Жоржа істерична дурна та феміністка. Але на зраду він все-таки не вирішується, зберігає вірність і згадує холостяцькі роки. Фред холостяк, який любить всіх жінок одразу, викликаючи тим самим заздрість у друзів. Але йому не вистачає дружини.

## У ролях
| Актор             | Роль         |
| ----------------- | ------------ |
| Шарлотта Генсбур  | Габріель     |
| Іван Атталь       | Вінсент      |
| Ален Шаба         | Жорж         |
| Ален Коен         | Фред         |
| Джонні Депп       | незнайомець  |
| Себастьяна Відал  | Тібо         |
| Хлоя Комбре       | Хлоя         |
| Крістіана Уї-Уї   | покоївка     |
| Кароліна Джіннінг | Зоя          |
| Бен Аттал         | Джозеф       |
| Еммануель Сеньє   | Наталі       |
| Кіту Гідвані      | мадам Гібсон |
| Суджа Суд         | М. Гібсон    |
| Рубен Маркс       | Антуан       |